# Hyphydrus sylvester
Hyphydrus sylvester är en skalbaggsart som beskrevs av Guignot 1955. Hyphydrus sylvester ingår i släktet Hyphydrus och familjen dykare. Inga underarter finns listade i Catalogue of Life.